# Székely címer

Zsigmond király idejéből ismert székely címer

A székelységet megjelenítő legrégibb címerábrázolások, a legkorábbi címerek, Zsigmond király uralkodásának időszakára, az 1387-1437 közötti évekre esnek. 
Két féle változatot ismerünk. A címerpajzs formája lekerekített, hegyesszögű, és a háromszögcímer, mely mindkettőnél azonos. A legrégebbi 1436-ig használt változatban kék színű háttérben egy páncélos jobb kar látható, mely egy egyenes kardot tart. A kardon a markolatnál átszúrt, levágott medvefej, felette egy vörös szív, a kard végén pedig egy lebegő ötágú leveles korona figyelhető meg. (Hasonló ábrázolást láthatunk az egykori Háromszék vármegye címerénél, vagy Marosvásárhely és Székelyudvarhely jelenlegi címereinél.)
Miután a székelyek jól őrizték az ország keleti és délkeleti végeit, ezért Zsigmond királytól 1437-ben jutalmul új címert kaptak: az aranyló naparcot és növekvő ezüst holdarcot, mely a későbbiekben Erdély összetett címerében is megjelenik.